# Thank You (álbum de Meghan Trainor)
Thank You Es el segundo álbum de estudio de la cantante y compositora estadounidense Meghan Trainor. Fue lanzado exclusivamente en Apple Music el 6 de mayo de 2016 y fue lanzado originalmente el 13 de mayo de 2016 por Epic Records y Sony Music Entertainment. Trainor se embarcó en The Untouchable Tour en apoyo del álbum en julio de 2016. El álbum se destacó por tres sencillos: "No", "Me Too", y "Better" con Yo Gotti. "No" alcanzó a posicicionarse en el top 5 de Billboard Hot 100 de Estados Unidos, mientras que "Me Too" alcanzó el top 20.

El álbum recibió revisiones mezcladas de críticos. Alcanzó La posición 5 en Nueva Zelanda y el Reino Unido, mientras que alcanzó la posición número 3 en Australia y los Estados Unidos.

## Antecedentes
A finales de 2015, Meghan Trainor anunció los planes de tener un álbum en febrero o marzo de 2016, y confirmó colaboraciones musicales con los productores de las Islas Vírgenes de Estados Unidos, Rock City. Hablando de las influencias para el álbum Trainor dijo «Yo quería ir a lo grande, quería conseguir todas mis influencias allí y mostrar todo, desde mi lado del Caribe a mi amor por Bruno Mars y Aretha Franklin e incluso algunas vibras de Elvis». En enero de 2016, en una entrevista con Forbes Trainor confirmó que el primer sencillo de Thank You sería escogido durante ese mes. El álbum estuvo disponible para pre-ordenar el 4 de marzo, el mismo día de la publicación del primer sencillo. De acuerdo con el padre de Trainor, el primer sencillo «No» cambió la dirección del álbum, ya que comenzó a experimentar con nuevos estilos musicales y produjo seis pistas más, en sustitución de la mayor parte de la lista de pistas originales. «Definitivamente es el álbum de Meghan Trainor, pero es más maduro e intenso» dijo en una entrevista con el diario Los Angeles Times.

## Sencillos
El primer sencillo del álbum, «No» fue lanzado 4 de marzo de 2016 junto a la preventa del disco. Es una canción dance-pop que líricamente incorpora temas de la independencia femenina. Debutó en el número 11 del Billboard Hot 100 de los Estados Unidos. También marcó el debut más alto en la lista de canciones de radio desde el lanzamiento de «Born This Way» de Lady Gaga hace más de cinco años. La canción alcanzó el tercer puesto en su cuarta semana en la lista de música de Billboard.
«Me Too» fue lanzado como el segundo sencillo del álbum el 5 de mayo. La canción ha sido comparada con «Trouble For Me» de la cantante Britney Spears
En agosto de 2016 «Better» junto al rapero Yo Gotti fue anunciado como tercer sencillo oficial del álbum.

### Sencillos promocionales
«Watch Me Do» fue lanzado el 25 de marzo de 2016. De acuerdo con MTV News (la canción) "Es una pista optimista, tiene los 90's en la sangre".
«I Love Me» con la colaboración de LunchMoney Lewis fue lanzada el 15 de abril. MTV News se refirió a la canción diciendo "Señala la importancia de amarte a ti mismo, incluso cuando nadie más lo haga".
«Better» con Yo Gotti fue publicada 22 de abril.
«Mom» junto a la madre de Trainor, Kelli Trainor fue estrenada el 29 de abril. La pista forma parte de la versión deluxe del disco.

## Lista de canciones
| Thank You |                                    |                                                           |                       |          |  |
| N.º       | Título                             | Escritor(es)                                              | Producer(s)           | Duración |  |
| 1.        | «Watch Me Do»                      | Meghan Trainor Ricky Reed                                 | Ricky Reed            | 2:49     |  |
| 2.        | «Me Too»                           | Trainor Frederic Hindlin Jason Desrouleaux Peter Svensson | Reed                  | 3:01     |  |
| 3.        | «No»                               | Trainor Frederic Hindlin                                  | Reed                  | 3:33     |  |
| 4.        | «Better» (featuring Yo Gotti)      | Trainor Frederic Tommy Brown                              | Reed Brown Mr. Franks | 2:47     |  |
| 5.        | «Hopeless Romantic»                | Trainor                                                   | Reed                  | 4:05     |  |
| 6.        | «I Love Me» (con LunchMoney Lewis) | Trainor                                                   | Reed                  | 2:47     |  |
| 7.        | «Kindly Calm Me Down»              | Trainor                                                   | The Elev3n            | 3:58     |  |
| 8.        | «Woman Up»                         | James G. Morales Nash Overstreet Erika Nuri Shane Stevens | The Elev3n            | 3:28     |  |
| 9.        | «Just a Friend to You»             | Trainor Chris Gelbuda                                     | Gelbuda               | 2:44     |  |
| 10.       | «I Won't Let You Down»             |                                                           | Reed                  | 3:20     |  |
| 11.       | «Dance Like Yo Daddy»              |                                                           | Reed                  | 3:04     |  |
| 12.       | «Champagne Problems»               | Trainor Michael Foster Ryan Matthew Tedder                | Brown Khaled Rohaim   | 3:42     |  |

| Deluxe edition |                                 |                                                     |                                |          |  |
| N.º            | Título                          | Escritor(es)                                        | Producer(s)                    | Duración |  |
| 13.            | «Mom» (featuring Kelli Trainor) | M. Trainor Justin Trainor Johan Carlsson Ross Golan | M. Trainor J. Trainor Carlsson | 3:14     |  |
| 14.            | «Friends»                       | Trainor                                             | Reed                           | 3:30     |  |
| 15.            | «Thank You» (featuring R. City) |                                                     | R. City                        | 3:26     |  |

| Target bonus tracks |                  |              |             |          |  |
| N.º                 | Título           | Escritor(es) | Producer(s) | Duración |  |
| 16.                 | «Goosebumps»     |              | Reed        | 3:42     |  |
| 17.                 | «Throwback Love» |              | Brown       | 3:12     |  |

| Japanese edition |                        |                             |                       |          |  |
| N.º              | Título                 | Escritor(es)                | Producer(s)           | Duración |  |
| 18.              | «No» (Karaoke Version) | M. Trainor Frederic Hindlin | Reed                  | 3:33     |  |
| 19.              | «Good to Be Alive»     | M. Trainor Ryan Trainor     | M. Trainor J. Trainor | 3:47     |  |

## Posicionamiento en listas
| Lista (2016)                                 | Posición máxima |
| -------------------------------------------- | --------------- |
| Estados Unidos Billboard 200                 | 3               |
| Canadá Billboard Canadian 200                | 4               |
| España PROMUSICAE álbumes                    | 3               |
| Chile Monitor Latino álbumes                 | 3               |
| Colombia Albumes Colombianos/Internacionales | 2               |
| Portugal Portugal International Albums       | 1               |
| Irlanda Irish Albums                         | 10              |
| Brasil Billboard Albums                      | 2               |
| Suecia Sweden 100                            | 7               |
| Reino Unido The Official UK Albums Company   | 5               |
| Argentina Monitor Latino                     | 4               |
| Uruguay Top 100!                             | 15              |
| Alemania Dutch Albums                        | 7               |
| Francia France Sounds-tracks                 | 1               |
| Italia Italian Internatinal Albums           | 10              |
| Grecia Greece Albums                         | 10              |
| México Billboard Play Albums                 | 2               |
| Ecuador Ecuador Plays                        | 4               |
| Venezuela Monitor Latino Álbumes             | 33              |
| Switzerland Switzerland Albums               | 21              |